# Bělá (ort i Tjeckien, Vysočina, lat 49,75, long 15,24)
Bělá är en ort i Tjeckien.   Den ligger i regionen Vysočina, i den centrala delen av landet, 70 km sydost om huvudstaden Prag. Bělá ligger 549 meter över havet och antalet invånare är 194.
Terrängen runt Bělá är platt västerut, men österut är den kuperad. Bělá ligger uppe på en höjd. Runt Bělá är det ganska tätbefolkat, med 179 invånare per kvadratkilometer. Närmaste större samhälle är Ledeč nad Sázavou, 7,0 km söder om Bělá. I omgivningarna runt Bělá växer i huvudsak blandskog.